# 죽음의 행진

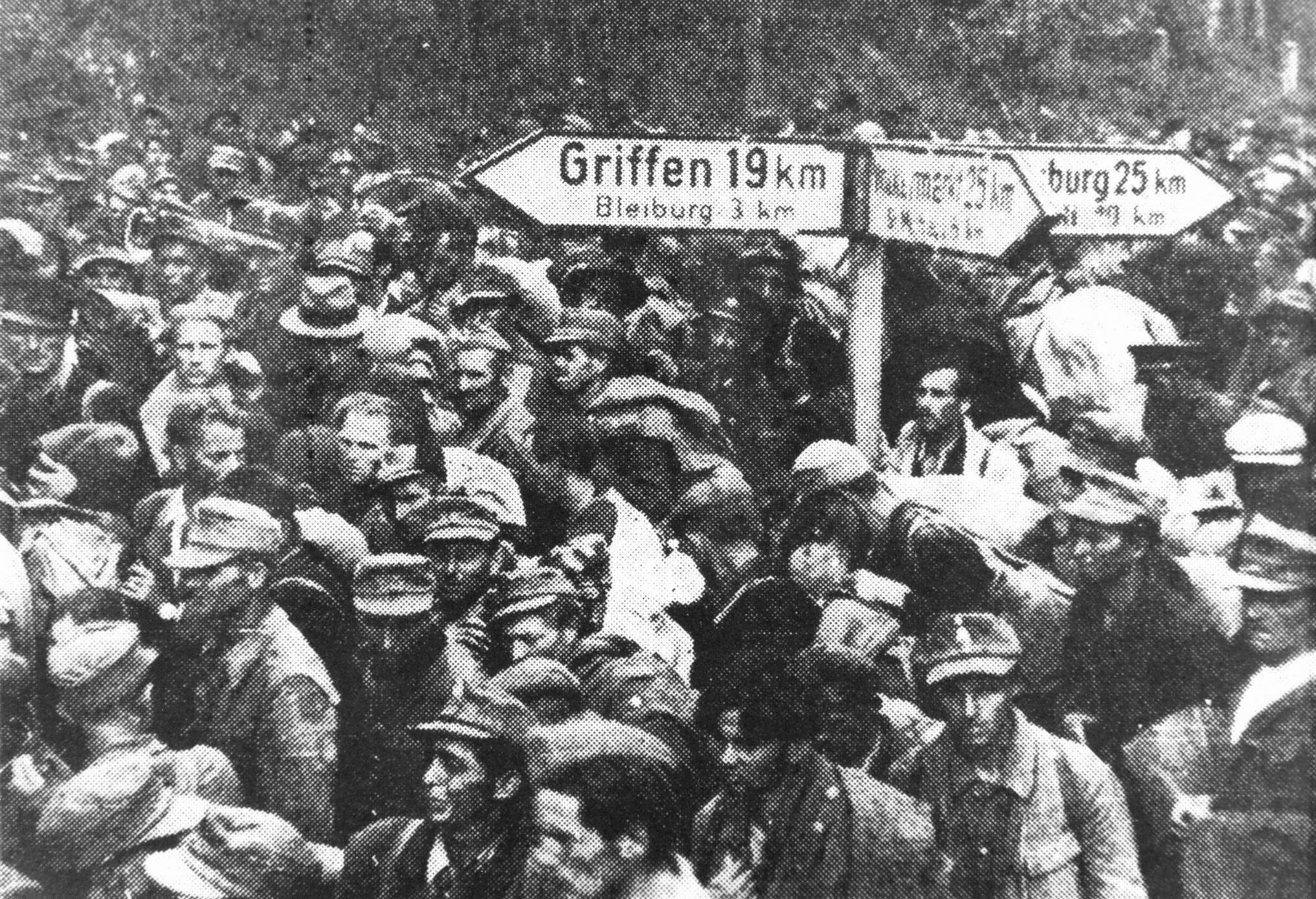

죽음의 행진, 죽음의 행군(death march)은 전시에 가열인 상황으로 행해지는, 건강이나 생명을 돌아가 보지 않는 행진, 행군. 이것에 참가하는 것은 많은 경우 죄수나 포로이며, 자주 다수의 사망자를 낸다.
이 말이 최초로 사용된 것은, 1944년 - 1945년의 겨울에 나치 독일에 의해서 행해진 죄수(대부분은 유태인이었다)의 강제 이동에 대해서 후년의 역사가가 이름 붙인 것으로, 전선이 강요한 나치 강제 수용소의 파기에 임해 몇천의 죄수가 다른 수용소나 독일 영내에 이동 당했다.
이 말은 후에 다른 동일한 사건에 대해서도 이용되었다. 많은 경우, 죄수들에게 총구를 들이대어 걷게 해 물이나 식료도 비바람을 견디는 장소도 없게 행진이 계속되어 탈락한 사람은 총살되었다. 아시아에서는, 일본군의 「죽음의 바탄 행진」이 알려진다. 소련에 의한 독일인 추방, 체코슬로바키아에 의한 즈데이텐 지방이나 블노로부터의 독일인 추방, 캄보디아의 크메르 루즈 지배하에서의 도시로부터의 주민 강제 탈출에도 죽음의 행진을 볼 수 있었다. 옛날에는 체로키족 인디언의 강제 이동(눈물의 길) 오스맨 제국에 의한 아르메니아인 추방에도 「죽음의 행진」은 볼 수 있다.

## 같이 보기
- 대량학살
- 죽음의 바탄 행진
- 산다칸 죽음의 행진
- 눈물의 길
- en:Death marches (Holocaust)